# Saint-Vitte
Saint-Vitte é uma comuna francesa na região administrativa do Centro, no departamento Cher. Estende-se por uma área de 17,25 km². Em 2010 a comuna tinha 132 habitantes (densidade: 7,7 hab./km²).